# Festival da Canção 2023
Das 56. Festival da Canção fand am 11. März 2023 statt und war der portugiesische Vorentscheid zum Eurovision Song Contest 2023 in Liverpool (Vereinigtes Königreich). Es gewann Mimicat mit dem Lied Ai coração.

## Format

### Konzept
Am 2. September 2022 bestätigte die öffentlich-rechtliche Rundfunkanstalt Rádio e Televisão de Portugal (RTP) ihre Teilnahme am Eurovision Song Contest 2023. Damit einhergehend gab RTP auch an, dass der portugiesische Beitrag für 2023 wieder über das Festival da Canção bestimmt werden soll. Dabei soll am Konzept vom Festival da Canção 2022 festgehalten werden. Insgesamt zehn Teilnehmer werden pro Halbfinale auftreten. Je fünf qualifizieren sich davon für das Finale, wo dann zehn Finalisten gegeneinander antreten. Alle Ergebnisse werden zu 50 % von einer regionalen Jury und zu 50 % von den Zuschauern bestimmt.

### Beitragswahl
Wie in den Vorjahren lud RTP wieder Komponisten ein, die ein Lied für das Festival komponieren sollten. Dabei stand es den Komponisten frei ihr Lied selbst vorzutragen oder einen Interpreten für das Lied zu suchen. Ursprünglich sollten, wie im Vorjahr, 16 Lieder auf diese Weise bestimmt, während die verbleibenden vier Beiträge über einen öffentlichen Aufruf bestimmt werden sollten. Vom 2. September 2022 bis zum 21. Oktober 2022 konnten solche Beiträge bei RTP eingereicht werden. Es durften dabei nur portugiesische Staatsbürger oder Personen, die in Portugal leben, einen Beitrag einreichen. Insgesamt wurden 667 Lieder eingereicht, was in etwa der Anzahl des Vorjahres entspricht. Am 9. November gab RTP bekannt, dass einer der ursprünglich eingeladenen Komponisten aus persönlichen Gründen auf eine Teilnahme verzichten müsste, weshalb ein fünfter Beitrag über den öffentlichen Aufruf ausgewählt wurde.

### Moderation
Am 19. Januar 2023 wurden die Moderationsteams für die einzelnen Shows bekanntgeben.

## Teilnehmer

### Komponisten
Am 9. November 2022 gab RTP die Namen der 20 Komponisten bekannt, welche sich für einen Beitrag beim diesjährigen Festival da Canção verantwortlich zeichnen. Mimicat, MOYAH, Edmundo Inácio, Inês Apenas und Voodoo Marmalade wurden aus den öffentlichen Einreichungen ausgewählt. Die Aufteilung der Komponisten auf die beiden Halbfinale wurde am 23. Dezember 2022 bekanntgeben.

### Lieder
Die Lieder wurden am 19. Januar 2023 im Rahmen eines Livestreams auf der offiziellen Instagramseite des Festival da Canção bekanntgegeben.

### Zurückkehrende Teilnehmer
Folgende Teilnehmer nahmen bereits am Festival da Canção teil, entweder als Interpret oder Komponist.
| Teilnehmer      | Vorherige Teilnahmen |
| --------------- | -------------------- |
| Cláudia Pascoal | 2018 (Interpretin)   |
| Bárbara Tinoco  | 2020 (Interpretin)   |

## Halbfinale
Die Startreihenfolge innerhalb der Halbfinale wurde am 11. Februar 2023 bekanntgegeben.

### Erstes Halbfinale
Das erste Halbfinale fand am 25. Februar 2023 statt. Folgende Komponisten und Interpreten nahmen daran teil.

#### Erste Runde
In der ersten Runde qualifizierten sich die Top-5-Beiträge aus dem kombinierten Jury- und Publikumsvoting. Aufgrund von Problemen bei der Telefonleitung von Esse Povo erhielten diese eine Wildcard für das Finale.
| Platz | Startnr. | Interpret                   | Lied Musik (M) und Text (T) | Sprache       | Übersetzung (inoffiziell) | Jury   | Publikum | Publikum | Gesamt |
| Platz | Startnr. | Interpret                   | Lied Musik (M) und Text (T) | Sprache       | Übersetzung (inoffiziell) | Punkte | Prozent  | Punkte   | Gesamt |
| ----- | -------- | --------------------------- | --- | ------------- | ------------------------- | ------ | -------- | -------- | ------ |
| 1     | 5        | Cláudia Pascoal             | Nasci Maria M/T: Cláudia Pascoal | Portugiesisch | Ich wurde geboren Maria   | 12     | 14,29    | 8        | 20     |
| 2     | 7        | Mimicat                     | Ai coração M: Marisa Mena, Luís Pereira; T: Marisa Mena | Portugiesisch | Oh Herz                   | 7      | 19,37    | 12       | 19     |
| 3     | 8        | You Can’t Win Charlie Brown | Contraste Mudo M: Afonso Cabral, David Santos, João Gil, Pedro Branco, Salvador Menezes, Tomás Sousa; T: Afonso Cabral                                                                               | Portugiesisch | Stummer Kontrast          | 10     | 8,45     | 5        | 15     |
| 4     | 6        | SAL                         | Viver M: Sérgio Pires, SAL; T: Sérgio Pires | Portugiesisch | Leben                     | 8      | 10,21    | 7        | 15     |
| 5     | 4        | Churky                      | Encruzilhada M/T: Churky | Portugiesisch | Kreuzung                  | 5      | 19,11    | 10       | 15     |
| 6     | 9        | Neon Soho                   | Endless World M/T: Neon Soho | Englisch      | Endlose Welt              | 6      | 9,57     | 6        | 12     |
| 7     | 2        | BOLHA                       | Sonhos de Liberadade M: Jacinta; T: Joana Gil | Portugiesisch | Träume der Freiheit       | 6      | 9,57     | 6        | 12     |
| 8     | 1        | MoYah                       | Too Much Sauce M: MoYah, Kensaye; T: MoYah, Miguel Gutierrez | Englisch      | Zu viel Soße              | 4      | 1,73     | 1        | 5      |
| 9     | 3        | April Ivy                   | Modo Voo M: Mariana Gonçalves, João Maia Ferreira, Francisco Santos, Manuel Morgado, Ricardo Moreira, Matheus Paraízo, Francisco Andrade; T: Mariana Gonçalves, João Maia Ferreira, Francisco Santos | Portugiesisch | Flugmodus                 | 2      | 3,61     | 2        | 4      |
| —     | 10       | Esse Povo                   | Sapatos de Cimento M/T: Quim Albergaria | Portugiesisch | Schuhe aus Zement         | 4      | —        | —        | 4      |

 Kandidat hat sich über das kombinierte Jury- und Televoting für das Finale qualifiziert.

 Kandidat bekam eine Wildcard für das Finale aufgrund technischer Störungen beim Televoting.

#### Zweite Runde
In der zweiten Runde qualifizierte sich jeweils der Sieger eines reinen Televotings, wobei die Stimmen aus der Vorrunde nicht berücksichtigt wurden.
| Platz | Startnr. | Interpret | Lied Musik (M) und Text (T) | Sprache       | Übersetzung (inoffiziell) | Prozent |
| ----- | -------- | --------- | --- | ------------- | ------------------------- | ------- |
| 1     | 9        | Neon Soho | Endless World M/T: Neon Soho | Englisch      | Endlose Welt              | 55,58   |
| 2     | 2        | BOLHA     | Sonhos de Liberadade M: Jacinta; T: Joana Gil | Portugiesisch | Träume der Freiheit       | 17,30   |
| 3     | 3        | April Ivy | Modo Voo M: Mariana Gonçalves, João Maia Ferreira, Francisco Santos, Manuel Morgado, Ricardo Moreira, Matheus Paraízo, Francisco Andrade; T: Mariana Gonçalves, João Maia Ferreira, Francisco Santos | Portugiesisch | Flugmodus                 | 16,80   |
| 4     | 1        | MoYah     | Too Much Sauce M: MoYah, Kensaye; T: MoYah, Miguel Gutierrez | Englisch      | Zu viel Soße              | 10,32   |

 Kandidat hat sich über das Televoting für das Finale qualifiziert.

### Zweites Halbfinale
Das zweite Halbfinale fand am 4. März 2023 statt. Folgende Komponisten und Interpreten nahmen daran teil.

#### Erste Runde
In der ersten Runde qualifizierten sich die Top 5 Beiträge aus dem kombinierten Jury- und Publikumsvoting
| Platz | Startnr. | Interpret          | Lied Musik (M) und Text (T)                                                                                | Sprache       | Übersetzung (inoffiziell) | Jury   | Publikum | Publikum | Gesamt |
| Platz | Startnr. | Interpret          | Lied Musik (M) und Text (T)                                                                                | Sprache       | Übersetzung (inoffiziell) | Punkte | Prozent  | Punkte   | Gesamt |
| ----- | -------- | ------------------ | --- | ------------- | ------------------------- | ------ | -------- | -------- | ------ |
| 1     | 1        | Edmundo Inácio     | A Festa M: Edmundo Inácio; T: Edmundo Inácio, Brisa                                                        | Portugiesisch | Das Fest                  | 10     | 10,18    | 7        | 17     |
| 2     | 10       | Voodoo Marmalade   | Tormento M/T: Voodoo Marmalade                                                                             | Portugiesisch | Quälen                    | 5      | 19,74    | 12       | 17     |
| 3     | 6        | Inês Apenas        | Fim do Mundo M/T: Inês Apenas                                                                              | Portugiesisch | Ende der Welt             | 6      | 11,71    | 8        | 14     |
| 4     | 5        | Bárbara Tinoco     | Goodnight M/T: Bárbara Tinoco, Mateus Seabra                                                               | Englisch      | Gute Nacht                | 12     | 5,91     | 1        | 13     |
| 5     | 7        | Ivandro            | Povo M/T: Ivandro                                                                                          | Portugiesisch | Menschen                  | 8      | 7,32     | 4        | 12     |
| 6     | 3        | Teresinha Landeiro | Enquanto é tempo M: Pedro de Castro; T: Teresinha Landeiro                                                 | Portugiesisch | Während es Zeit ist       | 7      | 8,25     | 5        | 12     |
| 7     | 8        | Dapunksportif      | World Needs Therapy M/T: João Guincho, Paulo Franco                                                        | Englisch      | Die Welt braucht Therapie | 2      | 15,38    | 10       | 12     |
| 8     | 2        | The Happy Mess     | O Impossível M: João Pascoal, Afonso Carvalho, Miguel Ribeiro, Paulo Mouta Pereira; T: Bruno Vieira Amaral | Portugiesisch | Das Unmögliche            | 3      | 8,81     | 6        | 9      |
| 9     | 4        | Bandua             | Bandeiras M: Bernardo Adário, Edgar Valente; T: Edgar Valente                                              | Portugiesisch | Flaggen                   | 4      | 6,44     | 3        | 7      |
| 10    | 9        | Lara Li            | Funâmbula M/T: André Henriques                                                                             | Portugiesisch | Seiltänzer                | 1      | 6,26     | 2        | 3      |

 Kandidat hat sich über das kombinierte Jury- und Televoting für das Finale qualifiziert.

#### Zweite Runde
In der zweiten Runde qualifizierte sich jeweils der Sieger eines reinen Televotings, wobei die Stimmen aus der Vorrunde nicht berücksichtigt wurden.
| Platz | Startnr. | Interpret          | Lied Musik (M) und Text (T)                                                                                | Sprache       | Übersetzung (inoffiziell) | Prozent |
| ----- | -------- | ------------------ | --- | ------------- | ------------------------- | ------- |
| 1     | 8        | Dapunksportif      | World Needs Therapy M/T: João Guincho, Paulo Franco                                                        | Englisch      | Die Welt braucht Therapie | 26,83   |
| 2     | 9        | Lara Li            | Funâmbula M/T: André Henriques                                                                             | Portugiesisch | Seiltänzer                | 19,81   |
| 3     | 4        | Bandua             | Bandeiras M: Bernardo Adário, Edgar Valente; T: Edgar Valente                                              | Portugiesisch | Flaggen                   | 19,10   |
| 4     | 3        | Teresinha Landeiro | Enquanto é tempo M: Pedro de Castro; T: Teresinha Landeiro                                                 | Portugiesisch | Während es Zeit ist       | 18,70   |
| 5     | 2        | The Happy Mess     | O Impossível M: João Pascoal, Afonso Carvalho, Miguel Ribeiro, Paulo Mouta Pereira; T: Bruno Vieira Amaral | Portugiesisch | Das Unmögliche            | 15,56   |

 Kandidat hat sich über die Publikumswildcard für das Finale qualifiziert.

### Jury
Die Jury der Halbfinale wurde am 24. Februar bekanntgeben.
- Alex D’Alva
- Carlos Mendes – Teilnehmer beim Eurovision Song Contest 1968 und 1972 für Portugal
- Márcia – Teilnehmerin beim Festival da Canção 2017
- Maro – Teilnehmerin beim Eurovision Song Contest 2022 für Portugal
- Neev – Teilnehmer beim Festival da Canção 2021
- Pedro Ribeiro
- Sara Correia

## Finale
Das Finale fand am 11. März 2023 statt.
| Platz | Startnr. | Interpret                   | Lied Musik (M) und Text (T)                                                                                            | Sprache       | Übersetzung (inoffiziell) | Jury    | Jury   | Publikum | Publikum | Gesamt |
| Platz | Startnr. | Interpret                   | Lied Musik (M) und Text (T)                                                                                            | Sprache       | Übersetzung (inoffiziell) | Stimmen | Punkte | Prozent  | Punkte   | Gesamt |
| ----- | -------- | --------------------------- | --- | ------------- | ------------------------- | ------- | ------ | -------- | -------- | ------ |
| 1     | 8        | Mimicat                     | Ai coração M: Marisa Mena, Luís Pereira; T: Marisa Mena                                                                | Portugiesisch | Oh Herz                   | 66      | 12     | 19,33    | 12       | 24     |
| 2     | 12       | Edmundo Inácio              | A Festa M: Edmundo Inácio; T: Edmundo Inácio, Brisa                                                                    | Portugiesisch | Das Fest                  | 66      | 12     | 12,24    | 10       | 22     |
| 3     | 1        | Cláudia Pascoal             | Nasci Maria M/T: Cláudia Pascoal                                                                                       | Portugiesisch | Ich wurde geboren Maria   | 48      | 8      | 8,21     | 4        | 12     |
| 4     | 4        | Bárbara Tinoco              | Goodnight M/T: Bárbara Tinoco, Mateus Seabra                                                                           | Englisch      | Gute Nacht                | 27      | 3      | 8,58     | 6        | 9      |
| 5     | 11       | Ivandro                     | Povo M/T: Ivandro | Portugiesisch | Menschen                  | 43      | 6      | 5,42     | 3        | 9      |
| 6     | 9        | Dapunksportif               | World Needs Therapy M/T: João Guincho, Paulo Franco                                                                    | Englisch      | Die Welt braucht Therapie | 2       | 0      | 9,17     | 8        | 8      |
| 7     | 6        | Voodoo Marmalade            | Tormento M/T: Voodoo Marmalade                                                                                         | Portugiesisch | Quälen                    | 5       | 0      | 9,02     | 7        | 7      |
| 8     | 5        | You Can’t Win Charlie Brown | Contraste Mudo M: Afonso Cabral, David Santos, João Gil, Pedro Branco, Salvador Menezes, Tomás Sousa; T: Afonso Cabral | Portugiesisch | Stummer Kontrast          | 45      | 7      | 3,74     | 0        | 7      |
| 9     | 2        | Churky                      | Encruzilhada M/T: Churky                                                                                               | Portugiesisch | Kreuzung                  | 5       | 0      | 8,26     | 5        | 5      |
| 10    | 10       | Neon Soho                   | Endless World M/T: Neon Soho                                                                                           | Englisch      | Endlose Welt              | 33      | 5      | 3,96     | 0        | 5      |
| 11    | 3        | Esse Povo                   | Sapatos de Cimento M/T: Quim Albergaria                                                                                | Portugiesisch | Schuhe aus Zement         | 30      | 4      | 2,82     | 0        | 4      |
| 12    | 13       | SAL                         | Viver M: Sérgio Pires, SAL; T: Sérgio Pires                                                                            | Portugiesisch | Leben                     | 10      | 1      | 4,70     | 2        | 3      |
| 13    | 7        | Inês Apenas                 | Fim do Mundo M/T: Inês Apenas                                                                                          | Portugiesisch | Ende der Welt             | 26      | 2      | 4,55     | 1        | 3      |

### Detailliertes Juryvoting
| Startnr. | Song                | Nord | Zentral | Lissabon | Alentejo | Algarve | Madeira | Azoren | Stimmen |
| -------- | ------------------- | ---- | ------- | -------- | -------- | ------- | ------- | ------ | ------- |
| 1        | Nasci Maria         | 3    | 7       | 10       | 8        | 8       | 6       | 6      | 48      |
| 2        | Encruzilhada        | —    | —       | —        | 2        | 2       | 1       | —      | 5       |
| 3        | Sapatos de Cimento  | 4    | 2       | 2        | 5        | 5       | 5       | 7      | 30      |
| 4        | Goodnight           | 2    | 5       | 5        | 7        | 6       | 2       | —      | 27      |
| 5        | Contraste Mudo      | 7    | 4       | 7        | 4        | 12      | 10      | 1      | 45      |
| 6        | Tormento            | —    | 1       | —        | —        | 1       | —       | 3      | 5       |
| 7        | Fim do Mundo        | 6    | 3       | 6        | 1        | 7       | 3       | —      | 26      |
| 8        | Ai coração          | 5    | 12      | 12       | 10       | 3       | 12      | 12     | 66      |
| 9        | World Needs Therapy | —    | —       | —        | —        | —       | —       | 2      | 2       |
| 10       | Endless World       | 10   | 8       | 3        | 3        | 4       | —       | 5      | 33      |
| 11       | Povo                | 12   | 6       | 4        | 6        | 4       | 7       | 4      | 43      |
| 12       | A Festa             | 8    | 10      | 8        | 12       | 10      | 8       | 10     | 66      |
| 13       | Viver               | 1    | —       | 1        | —        | —       | —       | 8      | 10      |

### Jury
Jede regionale Jury bestand aus 3 Mitgliedern.
| Nord               | Zentral        | Lissabon          | Alentejo        | Algarve       | Madeira         | Azoren                   |
| ------------------ | -------------- | ----------------- | --------------- | ------------- | --------------- | ------------------------ |
| Ana Aroso          | Isilda Sanches | Elisa Rodrigues   | Cristina Branco | Júlio Resende | Guilherme Gomes | Maria Bettencourt        |
| João Pedro Coimbra | Tiago Nogueira | Bruno Vasconcelos | Pedro Madeira   | Gil Silva     | Diana Duarte    | Maria do Rosário Pereira |
| Graciela           | Susie Filipe   | Gabriela Barros   | Buba Espinho    | Sara Afonso   | Mara            | Miguel Damião            |